# 창곡여자중학교
창곡여자중학교(倉谷女子中學校)는 경기도 성남시 수정구 산성동에 있었던 공립 중학교이다.

## 학교 연혁
- 1979년 1월 31일 : 창곡여자중학교 21학급 설립인가
- 1979년 3월 1일 : 오병철 교장 취임
- 1979년 3월 5일 : 7학급(470명) 입학
- 1982년 2월 18일 : 제1회 졸업(441명)
- 2013년 9월 1일 : 제12대 박한섭 교장 취임
- 2016년 2월 4일 : 제35회 졸업(30명) 누계 14,386명
- 2016년 3월 2일 : 1학년(18명) 입학
- 2017년 3월 1일 : 창곡중학교 및 영성여자중학교와의 통폐합 및 창성중학교(남여공학) 개교[2], 38년만에 폐업

## 참고 자료
- 창곡여자중학교 - 한국교육학술정보원 학교알리미